# Helike (stad)
Helike (Oudgrieks: Ἑλίκη, Helíkê) was een stad in het oude Griekenland.
De stad was gelegen aan de Golf van Korinthe en stond bekend om zijn heiligdom van Poseidon. In 373 v.Chr. vond echter een zware aardbeving plaats en de stad werd verwoest door de vloedgolf die erop volgde. De Romeinse schrijver Aelianus (3e eeuw) vertelt daarover dat de burgers van de stad al een aantal dagen met verbazing allerlei dieren een veilig heenkomen hadden zien zoeken.
Sinds 1982 bestaat er een Helike Gezelschap dat zich tot doel stelt de stad weer op te graven. Er is in 1988 gezocht naar overblijfselen van de stad op de bodem van de Golf maar er werden alleen wat scheepsresten gevonden. In 1994 vond men op het land bij het huidige dorpje Eliki een rechthoekige ondergrondse structuur, maar het duurde tot 2001 voor de eerste resten van het klassieke Helike gevonden werden. Er zijn ook resten uit een veel eerdere tijd van 2400 - 2200 v.Chr. gevonden.